# 国道ささめ雪
「国道ささめ雪」（こくどうささめゆき）は、1978年10月25日に発売された狩人の6枚目のシングル。

## 解説
- 冬道の車の運転に比喩して、恋愛を歌った曲である。
- この楽曲で狩人は、1978年末の「第29回NHK紅白歌合戦」へ2年連続2回目の出場を果たした（なお現時点でこれが狩人の最後の紅白出演でもある）。

## 収録
- 両楽曲共に、編曲：船山基紀

1. 国道ささめ雪（3分10秒）
作詞：ちあき哲也／作曲：杉本真人
2. 日本海フェリー（3分8秒）
作詞：麻生香太郎／作曲：西島三重子

## タイアップ
- 不二家「エクレール」CMソング